# 984
| 984                |
| ------------------ |
| Dødsfald - Fødsler |
|                    |

| Gregoriansk kalender | 984 CMLXXXIV            |
| Ab urbe condita      | 1737                    |
| Armensk kalender     | 433 ԹՎ ՆԼԳ              |
| Kinesiske kalender   | 3680 – 3681 癸未 – 甲申 |
| Etiopisk kalender    | 976 – 977               |
| Jødisk kalender      | 4744 – 4745             |
| Hindukalendere       |                         |
| - Vikram Samvat      | 1039 – 1040             |
| - Shaka Samvat       | 906 – 907               |
| - Kali Yuga          | 4085 – 4086             |
| Iransk kalender      | 362 – 363               |
| Islamisk kalender    | 373 – 374               |

Se også 984 (tal)

## Begivenheder
- Den tysk-romerske kejser Otto III efterføger sin far Otto II, til sin død i 1002.
- Slaget ved Hjørungavåg i Norge.

## Død
- 7. december - Otto II, tysk-romerske kejser (født 955).